# Schönebeck (Elbe)
Schönebeck (Elbe) este o localitate în districtul Salzlandkreis, landul Sachsen-Anhalt, Germania.

## Personalități născute aici
- Willi Wolff (1883 - 1947), scenarist, regizor, producător de film.

1. ↑  Alle politisch selbständigen Gemeinden mit ausgewählten Merkmalen am 31.12.2018 (4. Quartal) (în germană), Statistisches Bundesamt[*], arhivat din original la 10 martie 2019, accesat în 10 martie 2019